# Zig-Zag Dance
Zig-Zag Dance (ou "Zig-Zag") é uma canção composta por Jean-Michel Jarre, escrita por Samuel Hobo (sob o pseudônimo "Foggy Joe") e lançada em 1972. Em 1973, a faixa foi um sucesso regional na França, foi regravada por artistas e apresentada em programas de TV.                            

## Origem
Após o single de Jarre "Pop Corn/Black Bird" ter sido lançado em 1972, Uma colaboração foi feita com o cantor Samuel Hobo para as canções non-sense Freedom Day/Synthetic Man. O disco de vinil foi lançado no mesmo ano.
Hobo participou de outra gravação de Jarre nessa época. Eles formaram a dupla Foggy Joe Band para a composição "Zig-Zag Dance". Foram incluídas duas versões: Uma cantada por Hobo chamada "Version Chantée" e outra apenas com a melodia chamada "Version Instrumentale". 

## Adaptações
Em 1973, a canção ficou famosa na França e foi interpretada por outros músicos na época, como:
- The Superfly [4]
- James First Band [5]
- Electric Choo Choo Band [6]
- Jo.Sherman [7]
- Hector Delfosse (essa versão foi incluída no CD de 2013 "Rarities 4") [8]

Ping Pong
Sherman também se inspirou na melodia para gravar o instrumental "Ping Pong" (ou "Ping Pong Song"). A gravação foi incluída na coletânea musical de 1995 "Rarities 2". 

## Lançamentos
- O single foi lançado no Brasil pela gravadora Steam Machine e as versões incluídas foram descritas como "Vocal" e "Instrumental". [11]
- Houve um lançamento do Les Disques Motors na Turquia em 1972. [12]
- Um disco de vinil que incluiu o instrumental "Black Bird" foi distribuído na Itália pela Fonit Cetra International. [13]
- A versão da Alemanha foi publicada pela Columbia Records. [14]
- A gravadora Acción foi responsável pelo lançamento da Espanha em 1973. [15]
- A faixa também foi disponibilizada no Canáda pela Gamma. [16]
- No mesmo ano, "Zig-Zag" apareceu na trilha sonora do filme "Les Granges Brûlées" e no álbum de mesmo nome. [17]